# Rio Fântânele (Siret)
O Rio Fântânele é um rio da Romênia, afluente do Siret, localizado no distrito de Bacău.